# Willie Burmester
Willie Burmester (alemany: Willy Burmester)  (Hamburg, 16 de març de 1869 - Hamburg, 16 de gener de 1933) fou un violinista alemany.

## Vida i carrera
Willy Burmester va néixer a Hamburg i va ser deixeble de Joseph Joachim, amb qui va estudiar durant molts anys a Berlín. Tanmateix, el 1885 es va separar de l'escola Joachim i va començar a desenvolupar la seva tècnica amb l'objectiu d'assolir el virtuosisme en lloc d'una puresa d'estil clàssica.
Es va dir que la interpretació dels clàssics per Burmester era una mica freda i desproveïda de sensació. No obstant això, era un artista ben desenvolupat: el seu gust era prou ampli com per incloure totes les escoles de composició al seu repertori. Va estar en el seu millor moment com a intèrpret de les obres de Paganini. Al continent la seva reputació era molt alta. No va aconseguir, però, causar una gran impressió en la seva primera visita a Anglaterra i Amèrica, tot i que el seu públic es va veure obligat a admirar les seves meravelloses gestes tècniques, especialment el seu pizzicato a l'esquerra, i les seves ràpides tirades en tercers i dècims. La seva menys que imposable entonació, però, va limitar una mica el seu èxit; també va patir haver portat l'extrem del primer dit fins al nervi.
En els seus darrers anys, Burmester havia solucionat aquests defectes, i els que el van sentir tocar en els seus concerts posteriors van quedar molt impressionats per les seves qualitats musicals.
Jean Sibelius va dedicar originàriament el seu concert per a violí a Burmester, que va prometre tocar el concert a Berlín. Per raons econòmiques, Sibelius va decidir estrenar-la a Hèlsinki el 1903 i, com que Burmester no estava disponible per viatjar a Finlàndia, Sibelius va contractar Víktor Nováček, professor de violí al Conservatori de Hèlsinki. L'estrena va ser un desastre. Sibelius va revisar l'obra i la nova versió es va estrenar el 1905. A Willy Burmester se li va tornar a demanar que en fos el solista, però no va tornar a estar disponible, de manera que l'actuació va continuar sense ell, amb el líder de l'Orquestra Filharmònica de Berlín, Karel Halíř com a solista. Burmester es va sentir tan ofès que es va negar a tocar el concert i Sibelius va tornar a dedicar-lo al nen prodigi hongarès Franz von Vecsey.